# Los Ybanez
Los Ybanez – miasto w Stanach Zjednoczonych, w stanie Teksas, w hrabstwie Dawson.